# Список населённых пунктов Устьянского района
*Административные центры указаны жирным шрифтом
- Березницкое сельское поселение
  - Бережная
  - Березник
  - Богдановский
  - Бор
  - Вежа
  - Горылец
  - Дудино
  - Едьма
  - Задорье
  - Зыково
- Бестужевское сельское поселение
  - Акичкин Починок
  - Аксеновская
  - Андреев Починок
  - Бережная
  - Бестужево
  - Веригинская
  - Глубокий
  - Глубокий
  - Ивашевская
  - Набережная
  - Никитинская
  - Пестово
  - Соболевская
  - Туриха
  - Фомин Починок
  - Шалимова
  - Язовицы
- Дмитриевское сельское поселение
  - Алферовская
  - Армино
  - Бородинская
  - Великая
  - Кондратовская
  - Кукуево
  - Куриловская
  - Лущево
  - Маньшинская
  - Назаровская
  - Тарасовская
  - Щеколдинская
- Илезское сельское поселение
  - Илеза
  - Клон
  - Кочкурга
  - Первомайский
  - Сулонда
  - Шангалы
  - Шурай
- Киземское сельское поселение
  - Вонжуга
  - Кизема
  - Сенгос
- Лихачевское сельское поселение
  - Бритвино
  - Илатово
  - Казово
  - Лихачево
  - Мирный
  - Михалёво
  - Первомайский
- Лойгинское сельское поселение
  - Лойга
  - Уфтюга
- Малодорское сельское поселение
  - Большая Вирова
  - Большой Дор
  - Верховская
  - Глазанова
  - Горочная
  - Зарузская
  - Кустовская
  - Лыловская
  - Малая Вирова
  - Малодоры
  - Малый Дор
  - Маренинская
  - Наумовская
  - Подгорная
  - Подосенова
  - Спасская
  - Черновская
  - Чуриловская
  - Шеломечко
  - Ширшовская
  - Якушевская
- Октябрьское городское поселение
  - 880 - 881 км
  - 884 км
  - Анциферовская
  - Белоусово
  - Беляевская
  - Бываловская
  - Вахрушевская
  - Верхняя Поржема
  - Костылево
  - Костылево
  - Красный Бор
  - Леонтьевская
  - Лосевская
  - Михайловская
  - Мягкославская
  - Неклюдовская
  - Октябрьский
  - Павлицево
  - Петраково
  - Прокопцевская
  - Рыжковская
  - Сушзавода
  - Чадрома
  - Шастов Починок
- Орловское сельское поселение
  - Бережная
  - Дубровская
  - Коптяевская
  - Митинская
  - Нос-Сады
- Плосское сельское поселение
  - Исаевская
  - Карповская
  - Левогорочная
  - Левоплосская
  - Михалевская
  - Михеевская
  - Окатовская
  - Пирятинская
  - Правогорочная
  - Правоплосская
  - Студенец
- Ростовско-Минское сельское поселение
  - Автономовская
  - Алекино
  - Алексеевская
  - Алешковская
  - Антипинская
  - Арефинская
  - Березник
  - Бережная
  - Богачевская
  - Большая Медвежевская
  - Васильевская
  - Веригинская
  - Горский
  - Дубровская
  - Дудинская
  - Евсютинская
  - Ершевская
  - Заручевская
  - Захаровская
  - Захаровская
  - Заячевская
  - Заячерицкий Погост
  - Зубаревская
  - Исаковская
  - Исаковская
  - Климовская
  - Крыловская
  - Конятинская
  - Кузьминская
  - Ларютинская
  - Левинская
  - Лукияновская
  - Ляпуновская
  - Максимовская
  - Малая
  - Маломедвежевская
  - Матвеевская
  - Мозоловская
  - Моисеевская
  - Мотоусовская
  - Нагорская
  - Обонеговская
  - Орюковская
  - Патрушевская
  - Пашутинская
  - Переслигинская
  - Петраково
  - Погорельская
  - Подгорная
  - Пошиваевская
  - Романовская
  - Рубчевская
  - Сарбала
  - Семушинская
  - Скочевская
  - Сокиринская
  - Становская
  - Стешевская
  - Тереховская
  - Толстиковская
  - Угольская
  - Ульяновская
  - Усачевская
  - Филинская
  - Хариловская
  - Царевская
  - Шоломовская
- Синицкое сельское поселение
  - Васьковская
  - Заречье
  - Кидюга
  - Медвежье
  - Синики
  - Чернополье
- Строевское сельское поселение
  - Будрино
  - Большое Пенье
  - Грунцовская
  - Исаковская
  - Кузоверская
  - Малое Пенье
  - Наволок
  - Прилуки
  - Сабуровская
  - Строевское
  - Ульюха
  - Щапинская
  - Щипцово
  - Ямная
- Череновское сельское поселение
  - Беклемишевская
  - Кадыевская
  - Квазеньга
  - Кезоминская
  - Майдан
  - Пыркино
  - Череновская
  - Шаткурга
- Шангальское сельское поселение
  - Аверкиевская
  - Бережная
  - Заостровье
  - Ион-Горка
  - Камкинская
  - Кононовская
  - Красный
  - Малиновка
  - Милославская
  - Нижнеборская
  - Плесевская
  - Починовская
  - Советский
  - Степанов Прилук
  - Тарасонаволоцкая
  - Шангалы
  - Шеломенская
  - Юрятинская